# Y miến
Y miến (tiếng Trung: 伊麵; bính âm: yī miàn; Yale Quảng Đông: yī mihn) là một loại mì trứng dẹt ở Quảng Đông được làm từ bột mì. Chúng được biết đến với màu vàng và đặc tính dai. Sợi mì hơi và hơi xốp là do nước soda dùng để nhào bột, sau đó được chiên và sấy khô thành những viên gạch khô phẳng như miếng chả.

## Chuẩn bị
Y miến có sẵn tại các cửa hàng tạp hóa được làm chín trước bằng máy giống như cách làm mì ăn liền hiện đại.
Mì có thể được nấu theo một số cách. Trước tiên, chúng được luộc chín, sau đó có thể được xào hoặc dùng trong súp hoặc salad. Sợi mì tốt sẽ duy trì độ đàn hồi, giúp sợi mì kéo dài và vẫn dai.

### Món ăn
Y miến có thể ăn trực tiếp hoặc dùng trong các món ăn khác nhau:
- Y miến chay
- Y miến (tiếng Trung: 乾燒 伊 麵) chiên khô, thường đi kèm với hẹ và nấm đông cô
- Y miến cua thịt
- Y miến tôm hùm (tiếng Trung: 龍蝦 伊 麵), đôi khi nó được phục vụ với pho mát ở Hồng Kông.[2][3]
- Y miến với nấm đen và cà tím
- Y miến trong súp
- I fu mie, y miến chiên khô dùng với nước sốt và gà hoặc tôm.

## Truyền thống
Khi y miến được tiêu thụ vào ngày sinh nhật, nó thường được gọi là mì trường thọ hoặc sau mein (壽麵/寿面). Chữ Hán của "long" (長壽 麵 / 长寿 面) cũng được thêm vào như một tiền tố để đại diện cho "thọ". Thông thường nó được tiêu thụ với bánh trường thọ vào những dịp như vậy.